# 羅爾湖 (巴特武爾察赫)
47°52′27″N 9°50′13″E / 47.874198°N 9.836819°E

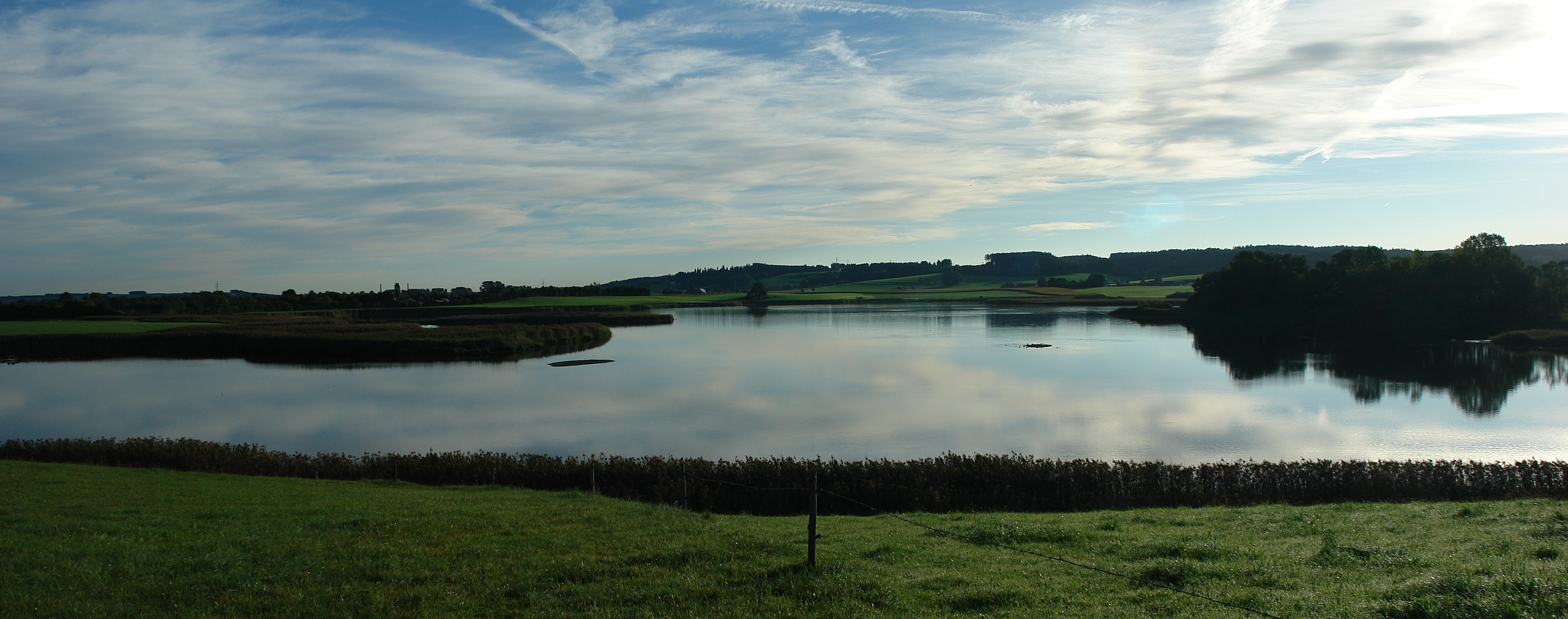

羅爾湖（德語：Rohrsee），是德國的湖泊，位於該國西南部，由巴登-符騰堡州負責管轄，處於巴特武爾察赫，面積0.6平方公里，海拔高度662米，平均水深1.2米，最大水深2米，水體容量65萬立方米。